# 高城憲夫
高城 憲夫（たき のりお、1900年1月1日 - 1987年3月14日）は、日本の政治家、教育者。衆議院議員（1期）、枕崎市長。その後、幼稚園を経営。

## 経歴
鹿児島県川辺郡東南方村（現・枕崎市）出身。鹿児島県師範学校（現鹿児島大学教育学部）卒業。1919年東南方村桜山小学校に赴任。次に勤めた鹿児島県第二師範学校付属小学校での保守的な教育方針に反発し一度学校を去り、上京して国語と漢文の文検を受け中等学校教員の資格を取得。旧制鹿児島県立鹿屋中学校（現鹿児島県立鹿屋高等学校）教諭の後、1934年広島文理科大学（現広島大学）史学科を卒業。卒業後、香川県女子師範学校教諭兼付属小学校主事、鹿児島県女子師範学校教諭兼付属小学校主事、同小学校の教頭、校長、事務取扱を経て、1942年4月旭川師範学校校長に就任する。1942年5月の第21回衆議院議員総選挙で鹿児島1区（当時）から翼賛政治体制協議会の推薦を受けて当選。1945年大日本政治会を経て、戦後11月の日本進歩党に参加。翼賛議員であったため、公職追放となる。
枕崎冷蔵社長、図書工作社長を務める。公職追放解除後の1952年の第25回衆議院議員総選挙で日本再建連盟から鹿児島1区で立候補したが落選。1953年5月、枕崎市長選挙で福崎静雄を破り当選するが、同年12月に枕崎市長を辞任。後に上京し、三愛役員を経て、1967年昭島市にある昭和幼稚園代表に就任。その後、高城学園昭島台幼稚園を創立し、園長（代表）。